# Chefarzt
Chefarzt beschreibt in Deutschland einen Arzt bzw. eine Ärztin in leitender Funktion, in der Regel in einem Krankenhaus. Die österreichische Bezeichnung dafür ist Primarius, Primararzt, Primar, weiblich Primaria. Chefarzt hat in Österreich umgangssprachlich eine andere Bedeutung: Arzt einer Krankenkasse, der z. B. die Kontrolle des Krankenstandes vornimmt sowie gesundheitsökonomische Belange (vor allem betreffend Heilmittel, Pharmaka, Gesundheitsprodukte) kontrolliert, – vergleichbar dem deutschen Medizinischen Dienst der Krankenversicherung.

## Aufgaben
Die Bezeichnung ist nicht auf Krankenhäuser begrenzt, sodass gelegentlich auch leitende Ärzte anderer Einrichtungen, wie Sanatorien, Labore usw., als Chefarzt bezeichnet werden. In manchen Bundesländern (etwa Hamburg) wird offiziell die Bezeichnung Leitender Arzt geführt, die dem Chefarzt entspricht. Innerhalb der jeweiligen Institution trägt der Chefarzt typischerweise eine umfassende Verantwortung für einen medizinisch abgrenzbaren Teilbereich, z. B. eine Abteilung. Er ist immer Facharzt des entsprechenden Gebietes. Neben der organisatorischen Verantwortung hat der Chefarzt zumeist eine disziplinarische Verantwortung, mindestens für die Ärzte, oft auch für Psychologen, Sozialarbeiter, Ergo- und Physiotherapeuten. Als Chefarzt verantwortet er außerdem die ökonomische Ertragslage der Abteilung.
An Universitätskliniken ist die Habilitation Voraussetzung für die Berufung zum Chefarzt; mehrere Abteilungen, die von Chefärzten oder Leitenden Oberärzten geführt werden, sind dann eine (Universitäts-)Klinik, die von einem Direktor (in Österreich: Vorstand) geführt wird.
Da jedes Krankenhaus nach dem Krankenhausgestaltungsgesetz in der Betriebsleitung unter anderem einen ärztlichen Direktor benötigt, wird dieser meist aus der Riege der im Krankenhaus tätigen Chefärzte erwählt.
Im Krankenhaus ist der Chefarzt verantwortlich für die medizinischen und strukturellen Abläufe in seiner Abteilung: Er soll die Tätigkeit der Oberärzte, die unter seiner Verantwortung arbeiten, überwachen und mit ihnen gemeinsam die in Weiterbildung befindlichen Assistenzärzte bei ihrer Arbeit anleiten. Im Rahmen einer Chefarztvisite besucht er die Patienten einer Station. Zweck ist es, deren Ober- oder Stationsärzte über die bisherige und zukünftige Diagnostik und Therapie zu beraten. In kleineren Kliniken und Krankenhäusern muss er am fachärztlichen „Hintergrunddienst“ teilnehmen, indem er sich nachts und am Wochenende für die Klinik zusätzlich zu den dort im Bereitschaftsdienst tätigen Ärzten zur Beratung und Mithilfe bereithält.
Chefärzte haben in Krankenhäusern zumeist speziell verhandelte Arbeitsverträge, die ihnen weitgehende Freiheiten bezüglich der Arbeitseinteilung und die private Liquidation (private Abrechnung von Leistungen mit den Patienten, normalerweise über eine private Krankenversicherung) einräumen. In der Regel sind nur Chefärzte und Oberärzte als Vertreter des Chefarztes berechtigt, Privatliquidationen zu stellen und somit auch Privatpatienten im Krankenhaus zu behandeln. Das Krankenhaus erhält im Gegenzug von allen Chefärzten einen Anteil der Bruttoeinnahmen aus dem privatärztlichen Bereich. Es kann zu den vertraglichen Dienstpflichten eines Chefarztes in einem Krankenhaus gehören, auf Wunsch des Patienten bei diesem eine Einzelvisite und Beratung durchzuführen. Ein gesetzlicher Anspruch besteht darauf nicht. Die tägliche Behandlung und die regelmäßigen Visiten darf der Chefarzt aber an andere (Ober-)Ärzte weitergeben.